# María Clara Sharupi Jua
María Clara Sharupi Jua (Morona Santiago, Sevilla Don Bosco, Nación Shuar, Ecuador, 1964) es una traductora, locutora y poeta que escribe en el idioma shua.

## Obra
María Clara Sharupi Jua es oriunda de la selva amazónica. Escribe poesía en shuar, su lengua materna, al tiempo que traduce su obra al español con la intención de darle una mayor difusión. Igualmente, modifica los signos gráficos de su lengua ancestral adaptandolos al alfabeto occidental.
Su poesía intenta ser reflejo de la selva y plasmar las historias comunitarias y ancestrales. Es coautora del libro Amanece en nuestras vidas y entre sus trabajos se encuentra el libro de poemas Tarimiat, escrito en shuar, español e inglés
Además, Sharypi Jua es traductora y locutora de varias obras relevantes en radio y televisión en la lengua madre shuar y español. . En el 2011 participó en la Feria del Libro de Quito y en el 2012 en el Festival Internacional de Poesía de Medellín.